# کبک پشت‌نواری
کبک پشت‌نواری (نام علمی: Arborophila brunneopectus) نام یک گونه از سرده کبک‌های تپه است.